# Плес до љубави (филм)
Плес до љубави је аустралијски љубавно–музички филм, са елементима комедије и драме. Филм је у биоскопе доспео 1992. године, иако је сниман годину дана раније.
Главне улоге у филму играју: Паул Меркурио, Тара Морис, Бил Хантер, Пет Томсон, Биа Кардиес...
Ово је прича о породици Хестингс која је сва посећена плесу и која живи од тога. Невоље настају када њихов син Скот губи партнерку, са којом треба да иде на Пан–Пацифичко Гранд прикс плесно такмичење, који се одржава једном у 25 година. Победник сем новчане награде постаје и председник Националне плесне федерације.
Сценарио и режију за филм потписује: Баз Лурман.
Буџет филма је био 3 милиона аустралијиских долара, док је зарадио 80 милиона АУД.

## Радња
Породица Хестингс живи обичан живот 1980–их година у Пирмонту, градска четврт Сиднеја. Имају двоје деце: сина Скота од 23 године, и кћер Кили од 8 година. Они имају студио, тј. школу плеса коју води Ширли Хестингс, Скотова мајка са породичним пријатељем Лес Кендалом. Скотов отац Даг делује наизглед незаинтересовано за плес и често је одвојен од других.
Од своје шесте године Скот вредно учи плесати латино и стандардне плесове. Сан његове мајке је да он учествује и победи на плесном такмичењу Град прикс плесном такмичењу Пан–Пацифика, јер то само по себи доноси мноштво награда, бенефиција и обезбеђену будућност. Скот такође то жели, али стално покушава да изведе неке своје кораке. То доводи до низа проблематичних ситуација и свађа са његовом партнерком Лиз Холт, која после доста времена губи живце и одлази код Кена Рејлингса, највећег Скотовог конкурента за титулу. Управо тај чин довешће до страшног очајања Ширли која не зна шта да ради.
Скот упознаје наизглед обичну девојку Френ, која годинама плеше у студију његове мајке. Њој је занимљиво да гледа њега како плеше свој стил, своје кораке, али нема храбрости да му приђе, јер су поред њега увек атрактивније девојке. Ипак, Скот пристаје да вежба са њом јер му треба нова партнерка. Тако се између њих рађа и љубав. 
Френ је девојка из сиромашног предграђа, која је одрасла без мајке, са оцем, бабом и рођацима. Једне вечери, Скот враћа Френ кући у касне сате и ту наилази на Рика, Френиног оца, који је био спреман да га претуче. Но, ствар спашава баба Џаја, која хоће да им покаже које плесове они то уче. Када је млади Скот показао „Пасо добле”, живахан шпански плес у двокораку, они су га исмејали, што је њега разљутило. Баба Џаја му показује основе и теорију, док Рико их учи изведбу.
На једном такмичењу локалног значаја открива се много тога иза кулиса што се дешава у Управи плесне федерације Аустралије, где Бери Фајв жели да уклони Скота, а за свог наследника доведе Кена Рејлингса. Такође, Скоту се нуди плесачица Тина Спаркл, која је већ побеђивала на плесним такмичењима. 
Мало касније Скот сазнаје велику породичну тајну, а то је да су на том великом такмичењу 1967. године његови родитељи изгубили главну награду, јер се Ширли одлучила да на плесни подијум изађе са Лесом, уместо са Дагом, пошто је Даг имао сличних амбиција као његов син, да плеше своје кораке, супротно правилима. Управо то је Дага довело до нервног слома и никада више није изашао на плесни подијум.
На главном такмичењу Пан–Пацифика, Скот се појављује са Френ и у сред такмичарског наступа, они почињу да плешу своју игру, „пасо добле” како их је Рико научио. Иако Бери Фајв покушава да их спречи и уклони са такмичења, долази до неочекиваног преокрета, који читаву халу тера на аплауз Скоту и Френ, који су фактички постали победници.

## Улоге
- Паул Меркурио, као Скот Хестингс
- Тара Морис, као Френ
- Бил Хантер, као Бери Фајв
- Пат Томсон, Ширли Хестингс (Скотова мајка)
- Гиа Каридес, као Лиз Холт (Скотова прва партнерка)
- Петар Витфорд, као Лес Кендал (Скотов тренер)
- Бари Ото, као Даг Хестингс (Скотов отац)
- Џон Ханан, као Кен Рајлингс (Скотов главни ривал)
- Соња Кругер, ако Тина Спаркл (Кенова прва партнерка)
- Пип Мушин, као Вани Бурнс (Скотов пријатељ)

## Извор
1. ↑  „Плесом до љубави”.
2. ↑  „Пасо добле”.
3. ↑  „Трејлер филма Плесом до љубави”.